# 3437 Kapitsa
3437 Kapitsa eller 1982 UZ5 är en asteroid i huvudbältet som upptäcktes den 20 oktober 1982 av den rysk-sovjetiska astronomen Ljudmila Karatjkina vid Krims astrofysiska observatorium på Krim. Den har fått sitt namn efter den sovjetiske nobelpristagaren Pjotr Kapitsa.
Asteroiden har en diameter på ungefär fem kilometer och tillhör asteroidgruppen Flora.